# Călinești (Argeș)
Călineşti é uma comuna romena localizada no distrito de Argeş, na região de Muntênia. A comuna possui uma área de 108.16 km² e sua população era de 10926 habitantes segundo o censo de 2007.